# František Peroutka
František Peroutka (10. října 1879 Kutná Hora – 3. února 1962 Praha) byl rakousko-uherský, český a československý státní úředník a politik, za první republiky nestranický ministr průmyslu, obchodu a živností.

## Biografie
Vystudoval gymnázium Mladá Boleslav. Vysokoškolské vzdělání získal na Právnické fakultě Univerzity Karlovy v Praze. Vstoupil po krátké soudní praxi (1903) do služeb Obchodní a živnostenské komory v Praze dne 1. května roku 1904. Zastával zde různé referáty obchodní a živnostenské, později pak hlavně agendy obchodně politické a exportní. V říjnu 1907 byl povolán tehdejším ministrem Dr. Josefem Fořtem do ministerstva obchodu ve Vídni. Pracoval nejprve v agendách celní rady, pak v referátě obchodně-politickém. Krátce po vypuknutí 1. světové války byl přidělen k rakouskému velvyslanectví v Berlíně pro agendy vzájemného obchodu s Německem a s neutrální cizinou, od polovice r. 1916 pak opět ke průmyslovému referátu v komisariátě pro válečné hospodářství ve vídeňském ministerstvu obchodu, vedle čehož zúčastnil se přípravných jednání obchodně-politických mezi Rakousko-Uherskem a Německem (tzv. solnohradské konference).
Roku 1918 byl jmenován odborovým radou vyslanectví ve Vídni a roku 1919 ministerským radou na československém ministerstvu obchodu v Praze. V roce 1920 nastoupil do úřadu pro zahraniční obchod jako vedoucí obchodně-politické sekce. Zde setrval i po sloučení tohoto úřadu s ministerstvem obchodu. V roce 1921 byl jmenován odborovým přednostou ministerstva obchodu.
Od března do října 1926 zastával post ministra průmyslu, obchodu a živností v úřednické druhé vládě Jana Černého. Portfolio si udržel i v následující třetí vládě Antonína Švehly až do dubna 1928, kdy strana národně demokratická vyslala do vlády jako svého zástupce p. poslance Ing. Ladislava Nováka, jenž spravoval resort ministerstva obchodu již před tím v letech 1921—1925. František Peroutka byl významným členem Autoklubu RČs. Ve své činnosti úřední měl mnoho příležitosti spolupracovat v otázkách automobilismu a zejména v otázkách týkajících se československé výroby a obchodu v oboru automobilním, obzvlášť pokud tyto otázky by byly předmětem obchodních smluv s cizími státy, jako Francie, Itálie, Rakousko, Spojené státy anebo předmětem státní úpravy administrativní.
Uplatňoval se hojně i ve veřejné činnosti kulturní a v propagační práci národní, tak např. svého času jako starosta spolku českých právníků Všehrd, jako předseda českého Osvětového Svazu ve Vídni a ve Slovanské národohospodářské společnosti ve Vídni, a v roce 1928 jako předseda Britské společnosti pro Československo aj. Od roku 1930 zasedal v Ekonomickém komitétu Společnosti národů. V období let 1934–1945 působil jako vrchní ředitel Národní banky.
Publikoval odborné články z oboru ekonomie.